# Nappsskardet
Nappsskardet est une localité du comté de Nordland, en Norvège.

## Géographie
Administrativement, Nappsskardet fait partie de la kommune de Flakstad.